# Сирково
Сирково (на македонска литературна норма: Сирково) е село в централната част на Северна Македония, община Росоман.

## География
Селото е разположено западно от Росоман.

## История
В XIX век Сирково е село в нахия Неготино на Тиквешка кааза на Османската империя. Според статистиката на Васил Кънчов („Македония. Етнография и статистика“) от 1900 година селото има 1471 жители, от които 60 българи християни, 1400 българи мохамедани и 11 цигани.
По данни на българското военно разузнаване в 1908 година:
| „ | Сирково, Долни Дисан и Тремник [са] турски [помашки] села. Жителите им както и турците в Кавадар, Дреново и Неготин са най-злите спрямо българите и по-голяма част от убийствата и престъпленията, които стават в казата се вършат от тях. Те са въоръжени и в случай на война и размирици могат да съставят башибозушки щайки. | “ |

Селото остава в Сърбия след Междусъюзническата война в 1913 година. След Първата световна война мюсюлманите се изселват и в Сирково се заселват сръбски колонисти, които с частни средства изкупуват земя от землището на селото.
На етническата си карта от 1927 година Леонард Шулце Йена показва Сирково (Sirkovo) като българо-мохамеданско (помашко) село.
В селото има две църкви „Свети Георги“, една до друга. Старата църква е изградена в 1938 година. Не е изписана, но е осветена. Имала е и камбанария, която по-късно е разрушена. В 2006 година е препокрит покрива с нови керемиди. На 50 метра от нея в 1990-те години е изградена нова църква, която е изписана. Осветена е на 11 ноември 2007 година митрополит Агатангел Повардарски.